# 浜言葉
浜言葉（はまことば）とは、日本の沿岸地方、港町、漁村などで話される言葉、方言の総称を言う。
青森県八戸市沿岸から岩手県三陸海岸、宮城県の女川町、千葉県の外房地方、九十九里浜、神奈川県相模湾沿い（三浦三崎～湯河原）、静岡県駿河湾沿い、愛知県三河地方の沿岸部、和歌山県、大阪府泉州、北海道 、兵庫県播州など各地に浜言葉と呼ばれる言葉・方言がある。一般的に漁師言葉とされ、威勢がいい、荒っぽい、きつい言葉などと言われる。